# Oratorio di Sant'Antonio Abate (Taleggio)
L'oratorio di Sant'Antonio Abate è il principale luogo di culto cattolico della località di Staviglio, alpeggio nei pressi di Pizzino, nel comune di Taleggio in provincia e diocesi di Bergamo. La chiesa è sussidiaria della parrocchia di Sant'Ambrogio Dottore in Pizzino, appartenente al vicariato di San Giovanni Bianco-Sottochiesa, nella comunità ecclesiale territoriale Valle Brembana.

## Storia

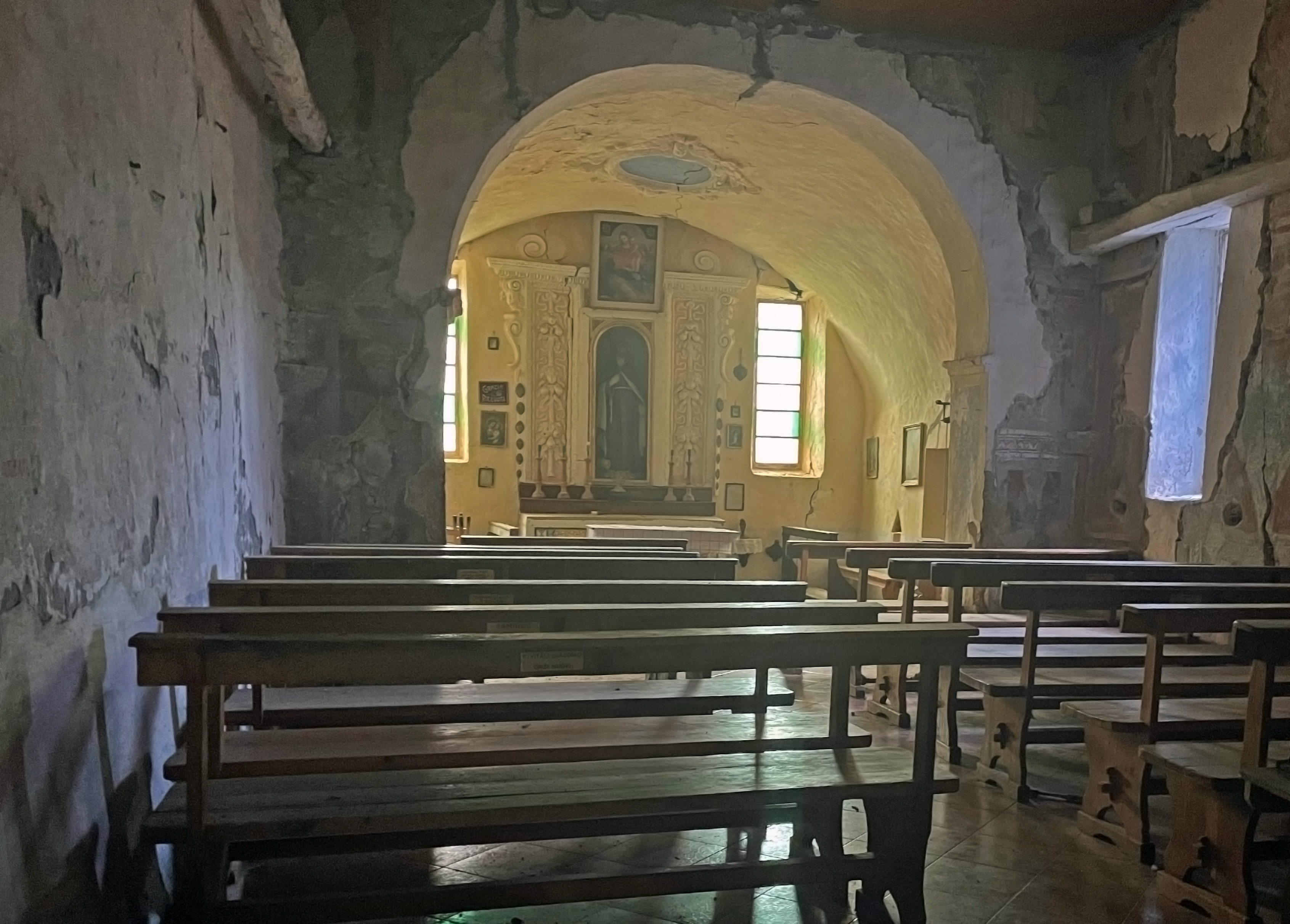
L'interno della chiesa

La costruzione della chiesa ebbe luogo nel 1483 grazie ad una donazione testamentaria da parte di Andreina Vitali fu Filippo che destinò tutti i suoi averi in funzione della costruzione del nuovo edificio.  Nel 1505, la chiesa fu decorata internamente con affreschi attribuiti dalla famiglia Baschenis di Averara, raffiguranti soggetti come sant'Antonio Abate e san Francesco d'Assisi e l’Annunciazione. 
Nella prima metà del XVII secolo, con la diffusione della peste nella Val Taleggio, tutte le decorazioni furono coperte con calce, seguendo i rimedi tradizionali per contrastare la malattia. Nello stesso periodo, venne realizzata la mensa dell'altare maggiore in gesso dipinto con finitura marmorizzata e l'acquasantiera in pietra locale.

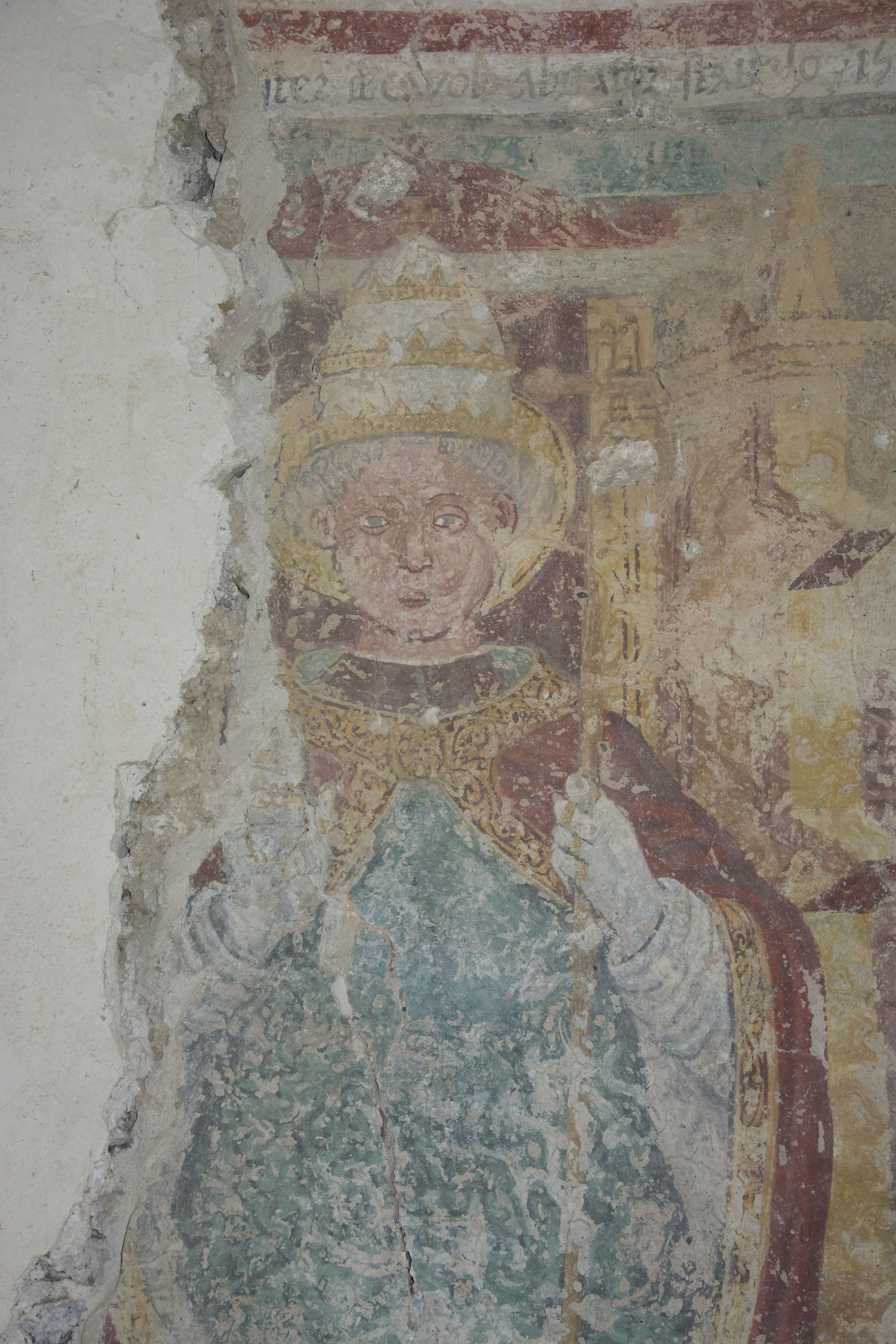
Figura di Papa

Nel XVIII secolo fu acquistata una Via Crucis utilizzando in seta, che purtroppo andò irrimediabilmente danneggiata e persa a causa dell’incuria. Di analoga fattura e destino è sopravvissuto un paliotto mobile in cuoio e seta al cui centro è raffigurato un medaglione con  Sant'Antonio Abate. 
Nel XIX secolo venne aggiunto un confessionale in noce a destra dell'ingresso. Nel corso della prima metà del XX secolo, fu inserita nell'ancona seicentesca la statua di Sant'Antonio, realizzata in legno e gesso nel 1929 e donata dalla famiglia Danelli Vitale e Angelo Ghilardi. 
La chiesa è stata frequentata nel corso dei secoli da bergamini e mandriani della zona, che scendevano a valle dagli alpeggi per partecipare alla Santa Messa durante i mesi estivi celebrata nell'oratorio situato fuori dal centro abitato, presso i pascoli di Staviglio, in una posizione facile da raggiungere.
Nel 1972, il tetto dell'edificio fu ricostruito a seguito di abbondanti nevicate che ne avevano compromesso la stabilità.  Durante i lavori di ristrutturazione furono rinvenuti gli affreschi del primo ciclo decorativo risalenti l XVI secolo. Nel 1996 fu rifatto il pavimento, i banchi e la mensa. 

## Descrizione

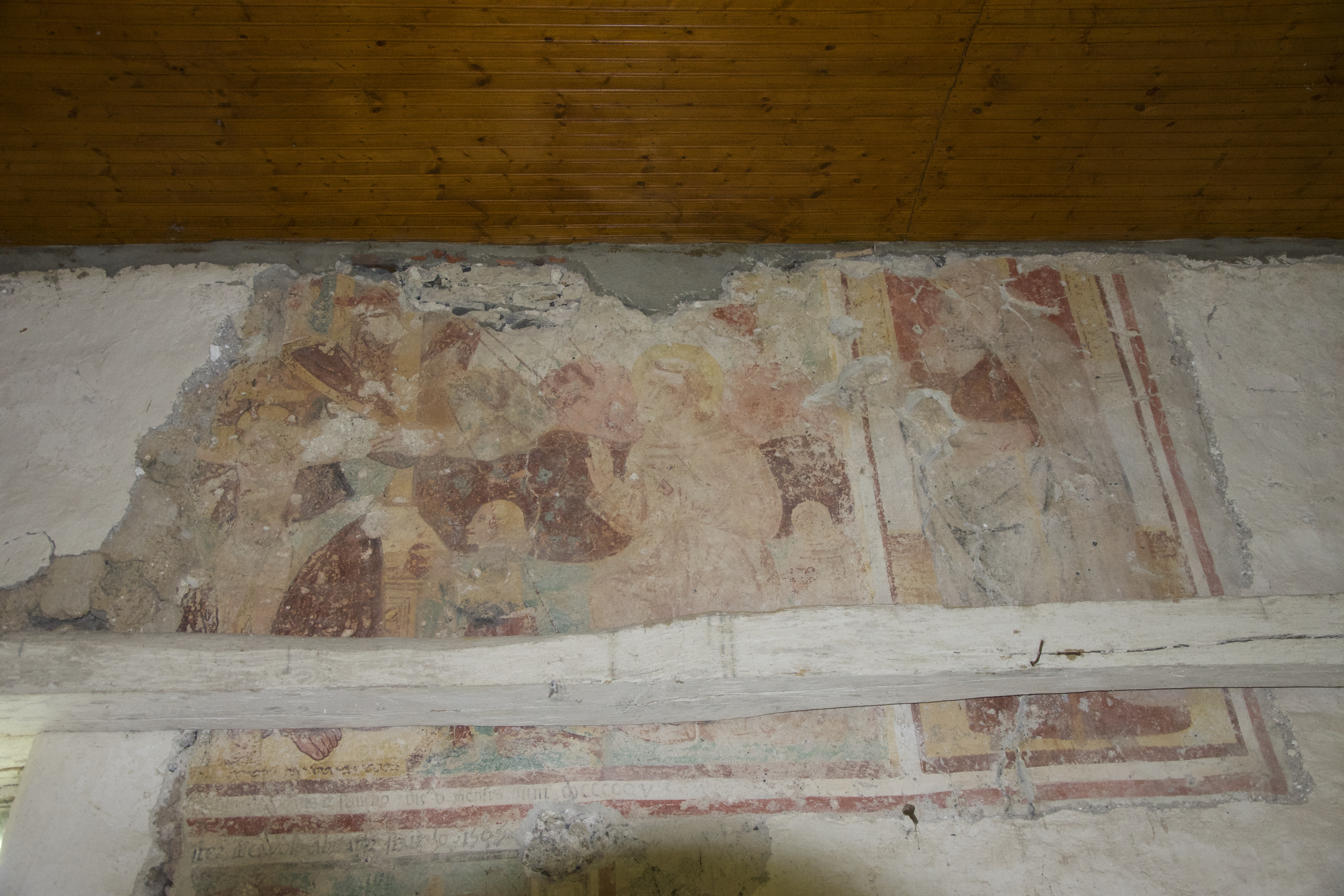
La Gloria di San Francesco

### Esterno
L'oratorio si distingue per una struttura liturgica tipica, conforme ai canoni tradizionali. Il sagrato, salvo il passaggio pedonale in porfido che si estende davanti alla facciata, è ricoperto da un manto erboso. La facciata dell’edificio, caratterizzata da una copertura a due falde, è intonacata e poggia su un basamento con finitura a crespone. Al centro della facciata principale si apre un portale, affiancato da due finestre quadrate laterali, incorniciate in pietra e protette da grate. La copertura del tetto, in legno, è rivestita con piöde e coppi. Sul colmo dell'edificio si erge il campanile a vela, che ospita una campana medievale, la più antica della Val Brembana, realizzata da un fonditore anonimo nel 1482.

### Interno
L'oratorio presenta un impianto liturgico tradizionale a navata unica, arricchito da un controsoffitto moderno in legno a listelli. Sulla parete destra della controfacciata si trovano il fonte battesimale e un confessionale. Originariamente decorato con pregiati affreschi cinquecenteschi, oggi rimangono solo deboli tracce di tali opere sulle pareti laterali. Tra queste, sulla parete destra, si possono distinguere la gloria di San Francesco,  Papa Innocenzo VIII e diverse raffigurazioni di Sant'Antonio Abate. A destra dell'arco trionfale è visibile l'Annunciazione, mentre a sinistra sopravvivono unicamente le ali dell'Arcangelo Gabriele. Sopra queste rappresentazioni, si intravedono due figure maschili non identificabili, vestite con abiti rinascimentali tradizionali.
Una finestra ad arco si apre sulla parete destra. L'arco trionfale, ribassato, delimita la navata dal presbiterio, che condivide con essa la stessa ampiezza. Il presbiterio, di pianta rettangolare, è coperto da una volta a botte. Sulla parete destra si apre una porta che conduce alla sagrestia, la cui copertura si integra con quella della chiesa.
Sulla parete di fondo del presbiterio si erge l'altare, al cui interno si trova una nicchia che ospita una statua di Sant'Antonio Abate, realizzata in gesso e legno. L'ancona, in gesso modellato e dipinto, è decorata con festoni e motivi di frutta, mentre due cariatidi ai lati sorreggono la trabeazione. La mensa dell'altare presenta una decorazione geometrica in muratura marmorizzata, identica a quella della vicina chiesa delle Sante Lucia e Rosa da Lima a Sottochiesa. Ai lati dell'altare si aprono due finestre rettangolari. Sovrastante l'ancona, è collocato un dipinto raffigurante la Madonna col Bambino.